# Wereldbeker biatlon 2016/2017
De IBU wereldbeker biatlon 2016/2017 (officieel: BMW IBU World Cup Biathlon 2016/2017) ging van start op 25 november 2016 in het Zweedse Östersund en eindigde op 19 maart 2017 in het Noorse Oslo. Het hoogtepunt van het seizoen waren de Wereldkampioenschappen biatlon 2017 in Hochfilzen, Oostenrijk. Deze wedstrijden telden ook mee voor het wereldbekerklassement, dit in tegenstelling tot de sporten die onder de FIS-organisatie vallen.
De biatleet die aan het einde van het seizoen de meeste punten heeft verzameld is de eindwinnaar van de algemene wereldbeker. Ook per onderdeel wordt een apart wereldbekerklassement opgemaakt. De algemene wereldbeker werd dit seizoen gewonnen door de Fransman Martin Fourcade en de Duitse Laura Dahlmeier.

## Mannen

### Kalender
| Datum                               | Plaats      | Onderdeel             | Eerste                                                                                           | Tweede                                                                                     | Derde                                                                                             |
| ----------------------------------- | ----------- | --------------------- | ------------------------------------------------------------------------------------------------ | ------------------------------------------------------------------------------------------ | ------------------------------------------------------------------------------------------------- |
| 01/12/2016                          | Östersund   | 20 km individueel     | Martin Fourcade                                                                                  | Johannes Thingnes Bø                                                                       | Vladimir Tsjepelin                                                                                |
| 03/12/2016                          | Östersund   | 10 km sprint          | Martin Fourcade                                                                                  | Fredrik Lindström                                                                          | Arnd Peiffer                                                                                      |
| 04/12/2016                          | Östersund   | 12,5 km achtervolging | Anton Babikov                                                                                    | Maksim Tsvetkov                                                                            | Martin Fourcade                                                                                   |
| 09/12/2016                          | Pokljuka    | 10 km sprint          | Martin Fourcade                                                                                  | Johannes Thingnes Bø                                                                       | Anton Sjipoelin                                                                                   |
| 10/12/2016                          | Pokljuka    | 12,5 km achtervolging | Martin Fourcade                                                                                  | Emil Hegle Svendsen                                                                        | Anton Sjipoelin                                                                                   |
| 11/12/2016                          | Pokljuka    | 4 x 7,5 km estafette  | Frankrijk Jean-Guillaume Béatrix Quentin Fillon Maillet Simon Desthieux Martin Fourcade          | Rusland Maksim Tsvetkov Anton Babikov Matvej Jelisejev Anton Sjipoelin                     | Duitsland Erik Lesser Matthias Dorfer Benedikt Doll Simon Schempp                                 |
| 16/12/2016                          | Nové Město  | 10 km sprint          | Martin Fourcade                                                                                  | Anton Sjipoelin                                                                            | Emil Hegle Svendsen                                                                               |
| 17/12/2016                          | Nové Město  | 12,5 km achtervolging | Martin Fourcade                                                                                  | Anton Sjipoelin                                                                            | Quentin Fillon Maillet                                                                            |
| 18/12/2016                          | Nové Město  | 15 km massastart      | Martin Fourcade                                                                                  | Simon Schempp                                                                              | Anton Babikov                                                                                     |
| 05/01/2017                          | Oberhof     | 10 km sprint          | Julian Eberhard                                                                                  | Michal Šlesingr                                                                            | Dominik Windisch                                                                                  |
| 07/01/2017                          | Oberhof     | 12,5 km achtervolging | Martin Fourcade                                                                                  | Arnd Peiffer                                                                               | Dominik Windisch                                                                                  |
| 08/01/2017                          | Oberhof     | 15 km massastart      | Simon Schempp                                                                                    | Erik Lesser                                                                                | Martin Fourcade                                                                                   |
| 11/01/2017                          | Ruhpolding  | 4 x 7,5 km estafette  | Noorwegen Ole Einar Bjørndalen Vetle Sjåstad Christiansen Henrik L’Abée-Lund Emil Hegle Svendsen | Rusland Maksim Tsvetkov Anton Babikov Matvej Jelisejev Anton Sjipoelin                     | Duitsland Erik Lesser Benedikt Doll Arnd Peiffer Simon Schempp                                    |
| 13/01/2017                          | Ruhpolding  | 10 km sprint          | Martin Fourcade                                                                                  | Julian Eberhard                                                                            | Emil Hegle Svendsen                                                                               |
| 15/01/2017                          | Ruhpolding  | 12,5 km achtervolging | Martin Fourcade                                                                                  | Emil Hegle Svendsen                                                                        | Michal Krčmář                                                                                     |
| 20/01/2017                          | Antholz     | 20 km individueel     | Anton Sjipoelin                                                                                  | Martin Fourcade                                                                            | Serhij Semenov                                                                                    |
| 21/01/2017                          | Antholz     | 4 x 7,5 km estafette  | Duitsland Erik Lesser Benedikt Doll Arnd Peiffer Simon Schempp                                   | Noorwegen Lars Helge Birkeland Henrik L’Abée-Lund Johannes Thingnes Bø Emil Hegle Svendsen | Rusland Maksim Tsvetkov Jevgeni Garanitsjev Dmitri Malysjko Anton Babikov                         |
| 22/01/2017                          | Antholz     | 15 km massastart      | Johannes Thingnes Bø                                                                             | Quentin Fillon Maillet                                                                     | Anton Sjipoelin                                                                                   |
| Wereldkampioenschappen biatlon 2017 |             |                       |                                                                                                  |                                                                                            |                                                                                                   |
| 11/02/2017                          | Hochfilzen  | 10 km sprint          | Benedikt Doll                                                                                    | Johannes Thingnes Bø                                                                       | Martin Fourcade                                                                                   |
| 12/02/2017                          | Hochfilzen  | 12,5 km achtervolging | Martin Fourcade                                                                                  | Johannes Thingnes Bø                                                                       | Ole Einar Bjørndalen                                                                              |
| 16/02/2017                          | Hochfilzen  | 20 km individueel     | Lowell Bailey                                                                                    | Ondřej Moravec                                                                             | Martin Fourcade                                                                                   |
| 18/02/2017                          | Hochfilzen  | 4 x 7,5 km estafette  | Rusland Aleksej Volkov Maksim Tsvetkov Anton Babikov Anton Sjipoelin                             | Frankrijk Jean-Guillaume Béatrix Quentin Fillon Maillet Simon Desthieux Martin Fourcade    | Oostenrijk Daniel Mesotitsch Julian Eberhard Simon Eder Dominik Landertinger                      |
| 19/02/2017                          | Hochfilzen  | 15 km massastart      | Simon Schempp                                                                                    | Johannes Thingnes Bø                                                                       | Simon Eder                                                                                        |
| 03/03/2017                          | Pyeongchang | 10 km sprint          | Julian Eberhard                                                                                  | Lowell Bailey                                                                              | Martin Fourcade                                                                                   |
| 04/03/2017                          | Pyeongchang | 12,5 km achtervolging | Martin Fourcade                                                                                  | Anton Sjipoelin                                                                            | Julian Eberhard                                                                                   |
| 05/03/2017                          | Pyeongchang | 4 x 7,5 km estafette  | Frankrijk Jean-Guillaume Béatrix Simon Fourcade Simon Desthieux Martin Fourcade                  | Oostenrijk Lorenz Wäger Simon Eder Julian Eberhard Dominik Landertinger                    | Noorwegen Vetle Sjåstad Christiansen Ole Einar Bjørndalen Vegard Gjermundshaug Henrik L’Abée-Lund |
| 10/03/2017                          | Kontiolahti | 10 km sprint          | Martin Fourcade                                                                                  | Ondřej Moravec                                                                             | Emil Hegle Svendsen                                                                               |
| 11/03/2017                          | Kontiolahti | 12,5 km achtervolging | Arnd Peiffer                                                                                     | Simon Eder                                                                                 | Emil Hegle Svendsen                                                                               |
| 17/03/2017                          | Oslo        | 10 km sprint          | Johannes Thingnes Bø                                                                             | Martin Fourcade                                                                            | Anton Sjipoelin                                                                                   |
| 18/03/2017                          | Oslo        | 12,5 km achtervolging | Anton Sjipoelin                                                                                  | Martin Fourcade                                                                            | Johannes Thingnes Bø                                                                              |
| 19/03/2017                          | Oslo        | 15 km massastart      | Martin Fourcade                                                                                  | Andrejs Rastorgujevs                                                                       | Simon Eder                                                                                        |

### Eindstanden
| Algemene wereldbeker |                        |      |        |
| #                    | Naam                   | Land | Punten |
| 1                    | Martin Fourcade        | FRA  | 1322   |
| 2                    | Anton Sjipoelin        | RUS  | 918    |
| 3                    | Johannes Thingnes Bø   | NOR  | 812    |
| 4                    | Arnd Peiffer           | GER  | 746    |
| 5                    | Simon Schempp          | GER  | 741    |
| 6                    | Julian Eberhard        | AUT  | 732    |
| 7                    | Emil Hegle Svendsen    | NOR  | 667    |
| 8                    | Lowell Bailey          | USA  | 641    |
| 9                    | Ole Einar Bjørndalen   | NOR  | 631    |
| 10                   | Erik Lesser            | GER  | 621    |
| 11                   | Benedikt Doll          | GER  | 608    |
| 12                   | Ondřej Moravec         | CZE  | 597    |
| 13                   | Simon Eder             | AUT  | 552    |
| 14                   | Dominik Windisch       | ITA  | 525    |
| 15                   | Jean-Guillaume Béatrix | FRA  | 521    |
| 16                   | Dominik Landertinger   | AUT  | 512    |
| 17                   | Michal Krčmář          | CZE  | 498    |
| 18                   | Jevgeni Garanitsjev    | RUS  | 495    |
| 19                   | Maksim Tsvetkov        | RUS  | 469    |
| 20                   | Quentin Fillon Maillet | FRA  | 466    |

| Landenklassement |                  |        |
| #                | Land             | Punten |
| 1                | Duitsland        | 7448   |
| 2                | Frankrijk        | 7416   |
| 3                | Rusland          | 7192   |
| 4                | Noorwegen        | 7181   |
| 5                | Oostenrijk       | 6926   |
| 6                | Oekraïne         | 6270   |
| 7                | Tsjechië         | 6223   |
| 8                | Italië           | 5556   |
| 9                | Zwitserland      | 5395   |
| 10               | Verenigde Staten | 5290   |

| Estafettes |             |        |
| #          | Land        | Punten |
| 1          | Rusland     | 259    |
| 2          | Frankrijk   | 242    |
| 3          | Duitsland   | 237    |
| 4          | Noorwegen   | 228    |
| 5          | Oostenrijk  | 216    |
| 6          | Oekraïne    | 207    |
| 7          | Tsjechië    | 173    |
| 8          | Italië      | 167    |
| 9          | Canada      | 150    |
| 10         | Zwitserland | 146    |

| Wereldbeker 20 km individueel |                      |      |        |
| #                             | Naam                 | Land | Punten |
| 1                             | Martin Fourcade      | FRA  | 162    |
| 2                             | Anton Sjipoelin      | RUS  | 126    |
| 3                             | Lowell Bailey        | USA  | 117    |
| 4                             | Johannes Thingnes Bø | NOR  | 115    |
| 5                             | Lars Helge Birkeland | NOR  | 103    |
| 6                             | Krasimir Anev        | BUL  | 99     |
| 7                             | Serhij Semenov       | UKR  | 88     |
| 8                             | Benjamin Weger       | SUI  | 84     |
| 9                             | Ole Einar Bjørndalen | NOR  | 83     |
| 10                            | Ondřej Moravec       | CZE  | 51     |

| Wereldbeker 10 km sprint |                      |      |        |
| #                        | Naam                 | Land | Punten |
| 1                        | Martin Fourcade      | FRA  | 484    |
| 2                        | Julian Eberhard      | AUT  | 345    |
| 3                        | Emil Hegle Svendsen  | NOR  | 276    |
| 4                        | Arnd Peiffer         | GER  | 275    |
| 5                        | Johannes Thingnes Bø | NOR  | 269    |
| 6                        | Anton Sjipoelin      | RUS  | 248    |
| 7                        | Benedikt Doll        | GER  | 222    |
| 8                        | Ole Einar Bjørndalen | NOR  | 218    |
| 9                        | Lowell Bailey        | USA  | 217    |
| 10                       | Dominik Landertinger | AUT  | 210    |

| Wereldbeker 12,5 km achtervolging |                      |      |        |
| #                                 | Naam                 | Land | Punten |
| 1                                 | Martin Fourcade      | FRA  | 502    |
| 2                                 | Anton Sjipoelin      | RUS  | 392    |
| 3                                 | Arnd Peiffer         | GER  | 298    |
| 4                                 | Johannes Thingnes Bø | NOR  | 278    |
| 5                                 | Emil Hegle Svendsen  | NOR  | 249    |
| 6                                 | Simon Schempp        | GER  | 233    |
| 7                                 | Julian Eberhard      | AUT  | 232    |
| 8                                 | Simon Eder           | AUT  | 215    |
| 9                                 | Dominik Windisch     | ITA  | 200    |
| 10                                | Erik Lesser          | GER  | 199    |

| Wereldbeker 15 km massastart |                        |      |        |
| #                            | Naam                   | Land | Punten |
| 1                            | Martin Fourcade        | FRA  | 248    |
| 2                            | Simon Schempp          | GER  | 231    |
| 3                            | Anton Sjipoelin        | RUS  | 177    |
| 4                            | Erik Lesser            | GER  | 168    |
| 5                            | Jean-Guillaume Béatrix | FRA  | 165    |
| 6                            | Johannes Thingnes Bø   | NOR  | 150    |
| 7                            | Ole Einar Bjørndalen   | NOR  | 147    |
| 8                            | Arnd Peiffer           | GER  | 141    |
| 9                            | Anton Babikov          | RUS  | 140    |
| 10                           | Benedikt Doll          | GER  | 134    |

## Vrouwen

### Kalender
| Datum                               | Plaats      | Onderdeel           | Eerste                                                                             | Tweede                                                                         | Derde                                                                          |
| ----------------------------------- | ----------- | ------------------- | ---------------------------------------------------------------------------------- | ------------------------------------------------------------------------------ | ------------------------------------------------------------------------------ |
| 30/11/2016                          | Östersund   | 15 km individueel   | Laura Dahlmeier                                                                    | Anaïs Bescond                                                                  | Darja Joerkevitsj                                                              |
| 03/12/2016                          | Östersund   | 7,5 km sprint       | Marie Dorin Habert                                                                 | Kaisa Mäkäräinen                                                               | Gabriela Koukalová                                                             |
| 04/12/2016                          | Östersund   | 10 km achtervolging | Gabriela Koukalová                                                                 | Laura Dahlmeier                                                                | Dorothea Wierer                                                                |
| 09/12/2016                          | Pokljuka    | 7,5 km sprint       | Laura Dahlmeier                                                                    | Justine Braisaz                                                                | Marte Olsbu                                                                    |
| 10/12/2016                          | Pokljuka    | 10 km achtervolging | Laura Dahlmeier                                                                    | Kaisa Mäkäräinen                                                               | Eva Puskarčíková                                                               |
| 11/12/2016                          | Pokljuka    | 4 x 6 km estafette  | Duitsland Vanessa Hinz Franziska Hildebrand Maren Hammerschmidt Laura Dahlmeier    | Frankrijk Anaïs Chevalier Justine Braisaz Celia Aymonier Marie Dorin Habert    | Oekraïne Iryna Varvynets Joelia Dzjyma Olena Pidhroesjna Anastasia Merkoesjyna |
| 16/12/2016                          | Nové Město  | 7,5 km sprint       | Tatjana Akimova                                                                    | Anaïs Chevalier                                                                | Susan Dunklee                                                                  |
| 17/12/2016                          | Nové Město  | 10 km achtervolging | Anaïs Chevalier                                                                    | Dorothea Wierer                                                                | Tatjana Akimova                                                                |
| 18/12/2016                          | Nové Město  | 12,5 km massastart  | Gabriela Koukalová                                                                 | Laura Dahlmeier                                                                | Dorothea Wierer                                                                |
| 06/01/2017                          | Oberhof     | 7,5 km sprint       | Gabriela Koukalová                                                                 | Kaisa Mäkäräinen                                                               | Marie Dorin Habert                                                             |
| 07/01/2017                          | Oberhof     | 10 km achtervolging | Marie Dorin Habert                                                                 | Gabriela Koukalová                                                             | Kaisa Mäkäräinen                                                               |
| 08/01/2017                          | Oberhof     | 12,5 km massastart  | Gabriela Koukalová                                                                 | Laura Dahlmeier                                                                | Eva Puskarčíková                                                               |
| 12/01/2017                          | Ruhpolding  | 4 x 6 km estafette  | Duitsland Vanessa Hinz Maren Hammerschmidt Franziska Preuß Laura Dahlmeier         | Frankrijk Anaïs Chevalier Justine Braisaz Anaïs Bescond Celia Aymonier         | Noorwegen Kaia Wøien Nicolaisen Hilde Fenne Tiril Eckhoff Marte Olsbu          |
| 14/01/2017                          | Ruhpolding  | 7,5 km sprint       | Kaisa Mäkäräinen                                                                   | Gabriela Koukalová                                                             | Laura Dahlmeier                                                                |
| 15/01/2017                          | Ruhpolding  | 10 km achtervolging | Kaisa Mäkäräinen                                                                   | Gabriela Koukalová                                                             | Marie Dorin Habert                                                             |
| 19/01/2017                          | Antholz     | 15 km individueel   | Laura Dahlmeier                                                                    | Anaïs Chevalier                                                                | Alexia Runggaldier                                                             |
| 21/01/2017                          | Antholz     | 12,5 km massastart  | Nadine Horchler                                                                    | Laura Dahlmeier                                                                | Gabriela Koukalová                                                             |
| 22/01/2017                          | Antholz     | 4 x 6 km estafette  | Duitsland Vanessa Hinz Maren Hammerschmidt Franziska Hildebrand Laura Dahlmeier    | Frankrijk Anaïs Chevalier Justine Braisaz Anaïs Bescond Marie Dorin Habert     | Italië Lisa Vittozzi Federica Sanfilippo Alexia Runggaldier Dorothea Wierer    |
| Wereldkampioenschappen biatlon 2017 |             |                     |                                                                                    |                                                                                |                                                                                |
| 11/02/2017                          | Hochfilzen  | 7,5 km sprint       | Gabriela Koukalová                                                                 | Laura Dahlmeier                                                                | Anaïs Chevalier                                                                |
| 12/02/2017                          | Hochfilzen  | 10 km achtervolging | Laura Dahlmeier                                                                    | Darja Domratsjeva                                                              | Gabriela Koukalová                                                             |
| 16/02/2017                          | Hochfilzen  | 15 km individueel   | Laura Dahlmeier                                                                    | Gabriela Koukalová                                                             | Alexia Runggaldier                                                             |
| 18/02/2017                          | Hochfilzen  | 4 x 6 km estafette  | Duitsland Vanessa Hinz Maren Hammerschmidt Franziska Hildebrand Laura Dahlmeier    | Oekraïne Iryna Varvynets Joelia Dzjyma Anastasja Merkoesjyna Olena Pidhroesjna | Frankrijk Anaïs Chevalier Célia Aymonier Justine Braisaz Marie Dorin Habert    |
| 19/02/2017                          | Hochfilzen  | 12,5 km massastart  | Laura Dahlmeier                                                                    | Susan Dunklee                                                                  | Kaisa Mäkäräinen                                                               |
| 02/03/2017                          | Pyeongchang | 7,5 km sprint       | Laura Dahlmeier                                                                    | Tiril Eckhoff                                                                  | Anaïs Chevalier                                                                |
| 04/03/2017                          | Pyeongchang | 10 km achtervolging | Laura Dahlmeier                                                                    | Kaisa Mäkäräinen                                                               | Anaïs Bescond                                                                  |
| 05/03/2017                          | Pyeongchang | 4 x 6 km estafette  | Duitsland Nadine Horchler Maren Hammerschmidt Denise Herrmann Franziska Hildebrand | Noorwegen Kaia Wøien Nicolaisen Hilde Fenne Tiril Eckhoff Marte Olsbu          | Tsjechië Jessica Jislová Eva Puskarčíková Lucie Charvátová Gabriela Koukalová  |
| 09/03/2017                          | Kontiolahti | 7,5 km sprint       | Tiril Eckhoff                                                                      | Laura Dahlmeier                                                                | Darja Domratsjeva                                                              |
| 11/03/2017                          | Kontiolahti | 10 km achtervolging | Laura Dahlmeier                                                                    | Marie Dorin Habert                                                             | Lisa Vittozzi                                                                  |
| 17/03/2017                          | Oslo        | 7,5 km sprint       | Mari Laukkanen                                                                     | Justine Braisaz                                                                | Anaïs Bescond                                                                  |
| 18/03/2017                          | Oslo        | 10 km achtervolging | Mari Laukkanen                                                                     | Gabriela Koukalová                                                             | Justine Braisaz                                                                |
| 19/03/2017                          | Oslo        | 12,5 km massastart  | Tiril Eckhoff                                                                      | Gabriela Koukalová                                                             | Kaisa Mäkäräinen                                                               |

### Eindstanden
| Algemene wereldbeker |                      |      |        |
| #                    | Naam                 | Land | Punten |
| 1                    | Laura Dahlmeier      | GER  | 1211   |
| 2                    | Gabriela Koukalová   | CZE  | 1089   |
| 3                    | Kaisa Mäkäräinen     | FIN  | 971    |
| 4                    | Marie Dorin Habert   | FRA  | 856    |
| 5                    | Dorothea Wierer      | ITA  | 719    |
| 6                    | Justine Braisaz      | FRA  | 706    |
| 7                    | Anaïs Chevalier      | FRA  | 669    |
| 8                    | Joelia Dzjyma        | UKR  | 632    |
| 9                    | Franziska Hildebrand | GER  | 621    |
| 10                   | Susan Dunklee        | USA  | 596    |
| 11                   | Tiril Eckhoff        | NOR  | 566    |
| 12                   | Marte Olsbu          | NOR  | 551    |
| 13                   | Eva Puskarčíková     | CZE  | 504    |
| 14                   | Anaïs Bescond        | FRA  | 501    |
| 15                   | Lisa Theresa Hauser  | AUT  | 493    |
| 16                   | Tatjana Akimova      | RUS  | 479    |
| 17                   | Selina Gasparin      | SUI  | 449    |
| 18                   | Nadezjda Skardino    | BLR  | 440    |
| 19                   | Vanessa Hinz         | GER  | 436    |
| 20                   | Galina Visjnevskaja  | KAZ  | 429    |

| Landenklassement |             |        |
| #                | Land        | Punten |
| 1                | Duitsland   | 7951   |
| 2                | Frankrijk   | 7646   |
| 3                | Oekraïne    | 6605   |
| 4                | Tsjechië    | 6547   |
| 5                | Italië      | 6481   |
| 6                | Noorwegen   | 6265   |
| 7                | Rusland     | 6139   |
| 8                | Zweden      | 6034   |
| 9                | Wit-Rusland | 5683   |
| 10               | Kazachstan  | 5193   |

| Estafettes |             |        |
| #          | Land        | Punten |
| 1          | Duitsland   | 300    |
| 2          | Frankrijk   | 248    |
| 3          | Oekraïne    | 224    |
| 4          | Noorwegen   | 202    |
| 5          | Tsjechië    | 197    |
| 6          | Italië      | 197    |
| 7          | Zweden      | 187    |
| 8          | Wit-Rusland | 167    |
| 9          | Rusland     | 166    |
| 10         | Polen       | 154    |

| Wereldbeker 15 km individueel |                     |      |        |
| #                             | Naam                | Land | Punten |
| 1                             | Laura Dahlmeier     | GER  | 180    |
| 2                             | Vanessa Hinz        | GER  | 103    |
| 3                             | Alexia Runggaldier  | ITA  | 96     |
| 4                             | Gabriela Koukalová  | CZE  | 95     |
| 5                             | Olena Pidhroesjna   | UKR  | 83     |
| 6                             | Maren Hammerschmidt | GER  | 76     |
| 7                             | Olga Podtsjoefarova | RUS  | 76     |
| 8                             | Joelia Dzjyma       | UKR  | 74     |
| 9                             | Mari Laukkanen      | FIN  | 73     |
| 10                            | Eva Puskarčíková    | CZE  | 72     |

| Wereldbeker 7,5 km sprint |                      |      |        |
| #                         | Naam                 | Land | Punten |
| 1                         | Gabriela Koukalová   | CZE  | 377    |
| 2                         | Laura Dahlmeier      | GER  | 372    |
| 3                         | Kaisa Mäkäräinen     | FIN  | 337    |
| 4                         | Marie Dorin Habert   | FRA  | 297    |
| 5                         | Justine Braisaz      | FRA  | 281    |
| 6                         | Tiril Eckhoff        | NOR  | 277    |
| 7                         | Anaïs Chevalier      | FRA  | 260    |
| 8                         | Dorothea Wierer      | ITA  | 246    |
| 9                         | Franziska Hildebrand | GER  | 241    |
| 10                        | Susan Dunklee        | USA  | 228    |

| Wereldbeker 10 km achtervolging |                      |      |        |
| #                               | Naam                 | Land | Punten |
| 1                               | Laura Dahlmeier      | GER  | 405    |
| 2                               | Gabriela Koukalová   | CZE  | 384    |
| 3                               | Kaisa Mäkäräinen     | FIN  | 368    |
| 4                               | Marie Dorin Habert   | FRA  | 346    |
| 5                               | Dorothea Wierer      | ITA  | 286    |
| 6                               | Justine Braisaz      | FRA  | 250    |
| 7                               | Marte Olsbu          | NOR  | 236    |
| 8                               | Anaïs Chevalier      | FRA  | 226    |
| 9                               | Joelia Dzjyma        | UKR  | 215    |
| 10                              | Franziska Hildebrand | GER  | 210    |

| Wereldbeker 12,5 km massastart |                      |      |        |
| #                              | Naam                 | Land | Punten |
| 1                              | Gabriela Koukalová   | CZE  | 265    |
| 2                              | Laura Dahlmeier      | GER  | 254    |
| 3                              | Kaisa Mäkäräinen     | FIN  | 207    |
| 4                              | Joelia Dzjyma        | UKR  | 162    |
| 5                              | Dorothea Wierer      | ITA  | 156    |
| 6                              | Marie Dorin Habert   | FRA  | 147    |
| 7                              | Selina Gasparin      | SUI  | 139    |
| 8                              | Vanessa Hinz         | GER  | 132    |
| 9                              | Franziska Hildebrand | GER  | 126    |
| 10                             | Eva Puskarčíková     | CZE  | 124    |

## Gemengd

### Kalender
| Datum                               | Plaats      | Onderdeel                                | Eerste                                                                               | Tweede                                                                              | Derde                                                                         |
| ----------------------------------- | ----------- | ---------------------------------------- | ------------------------------------------------------------------------------------ | ----------------------------------------------------------------------------------- | ----------------------------------------------------------------------------- |
| 27/11/2016                          | Östersund   | Single-Mixed-Relay                       | Frankrijk Marie Dorin Habert Martin Fourcade                                         | Oostenrijk Lisa Theresa Hauser Simon Eder                                           | Duitsland Franziska Preuß Erik Lesser                                         |
| 27/11/2016                          | Östersund   | 2 x 6 km + 2 x 7,5 km gemengde estafette | Noorwegen Marte Olsbu Fanny Horn Birkeland Ole Einar Bjørndalen Johannes Thingnes Bø | Duitsland Franziska Hildebrand Laura Dahlmeier Benedikt Doll Arnd Peiffer           | Italië Lisa Vittozzi Dorothea Wierer Lukas Hofer Dominik Windisch             |
| Wereldkampioenschappen biatlon 2017 |             |                                          |                                                                                      |                                                                                     |                                                                               |
| 09/02/2017                          | Hochfilzen  | 2 x 6 km + 2 x 7,5 km gemengde estafette | Duitsland Vanessa Hinz Laura Dahlmeier Arnd Peiffer Simon Schempp                    | Frankrijk Anaïs Chevalier Marie Dorin Habert Quentin Fillon Maillet Martin Fourcade | Rusland Olga Podtsjoefarova Tatjana Akimova Aleksandr Loginov Anton Sjipoelin |
| 12/03/2017                          | Kontiolahti | Single-Mixed-Relay                       | Oostenrijk Lisa Theresa Hauser Simon Eder                                            | Verenigde Staten Susan Dunklee Lowell Bailey                                        | Duitsland Laura Dahlmeier Roman Rees                                          |
| 12/03/2017                          | Kontiolahti | 2 x 6 km + 2 x 7,5 km gemengde estafette | Frankrijk Marie Dorin Habert Anaïs Bescond Simon Desthieux Quentin Fillon Maillet    | Duitsland Nadine Horchler Maren Hammerschmidt Benedikt Doll Arnd Peiffer            | Oekraïne Iryna Varvynets Olga Abramova Serhij Semenov Dmytro Pydroetsjni      |

### Eindstanden
| Gemengde estafette¹ |                  |        |
| #                   | Land             | Punten |
| 1                   | Duitsland        | 264    |
| 2                   | Frankrijk        | 257    |
| 3                   | Oostenrijk       | 201    |
| 4                   | Noorwegen        | 195    |
| 5                   | Rusland          | 195    |
| 6                   | Oekraïne         | 187    |
| 7                   | Italië           | 185    |
| 8                   | Zweden           | 184    |
| 9                   | Tsjechië         | 175    |
| 10                  | Verenigde Staten | 169    |

1 In het klassement voor wereldbeker gemengde estafette tellen zowel de gemengde estafette als de single-mixed-relay mee.

## Sponsoren en partners
|                          | Sponsor/partner           |
| ------------------------ | ------------------------- |
| Titelsponsor             | BMW                       |
| Premium sponsoren        | Viessmann                 |
| Premium sponsoren        | Deutsche Kreditbank (DKB) |
| Premium sponsoren        | Hörmann                   |
| Datapartner              | IFS                       |
| Tijdpartner              | Polar Electro             |
| Media & marketingpartner | Infront Sports & Media    |
| Mediapartner             | Eurovision                |